# Ordèn
Ordèn és una entitat de població del municipi cerdà de Bellver de Cerdanya. Està situat al Pirineu a una altitud de 1.490 msnm, a prop de Talltendre i de la Corona.

## Llocs d'interès
L'església de Santa Maria d'Ordèn, d'origen i estructura romànica, té una nau amb absis semicircular i un petit campanar d'espadanya.